# Censure d'internet en Mauritanie
La censure d'internet  Mauritanie implique que l'État bloque les principaux réseaux sociaux et sites d'information, et coupe partiellement ou totalement internet en Mauritanie.

## Censure en 2019
Au lendemain du scrutin de l'élection présidentielle du 22 juin, peu après une  manifestation de l'opposition dénonçant des fraudes électorales présumés, l'internet a été coupé. Cette coupure à touché l'ensemble du pays et visait à empêcher la circulation des informations et la coordination des protestations. Cette coupure a débuté dans l'après midi du 23 juin et s'est prolongé au moins jusqu'au 24 juin, sans rétablissement immédiat du réseau. Cette interruption est le résultat des manifestations et des tensions générées dans plusieurs villes suite à la victoire du candidat au pouvoir, Mohamed Ould El-Ghazaouani, lors des premiers tours de l'élection présidentielle.

### Condamnations
Reporters sans frontières (RSF) a exprimé son désaccord face à cette coupure, la qualifiant de menace pour la liberté d'information et pour le bon déroulement du processus électoral.

## Censure en 2023
En mai 2023, la Mauritanie a connu une interruption d'internet mobile à l'échelle nationale suite à des manifestations violentes causées par la mort d'un jeune homme, Omar Diop, décédé après une courte détention provisoire dans un commissariat de police. Le réseau a été coupé dés le 31 mai 2023 au lendemain des manifestations qui ont lieu à Nouakchott et Boghé (sud du pays). Les autorités ont pris cette décision pour « réduire les chances de liaisons entre les malfaiteurs », selon la police. La coupure a durée plusieurs jours affectant les activités économiques et la communication dans le pays. Aussi pendant cette même année, le réseau internet à été coupé après une évasion. Le gouvernement a affirmé que c'était une mesure nécessaire afin de pouvoir effectuer une fouille de sécurité. Elle durera six(6) jours  et n'a pas affecté les entreprises majeurs et les institutions  qui avaient le droit d'aller sur internet via à leurs Wi-Fi.

## Censure en 2024
Du 1er au 24 juillet 2024, les autorités décident de couper l'accès à l'internet mobile. Cette coupe est liée aux contestations post-électorales à la suite de la réélection du président Mohamed Ould Cheikh El Ghazouani le 29 juin 2024,. Au total 22 jours sans internet dans le pays.

### Conséquence
Cette coupure a perturbé les échanges commerciaux, en particulier les transactions financières et les achats en ligne, ainsi que le quotidien des Mauritaniens qui dépendent du mobile pour se connecter. Cette interruption a touché particulièrement les trois principaux fournisseurs d’accès dont Mauritel, Chinguitel et Mattel, privant près de 2,19 millions d’utilisateurs d’internet mobile au début de l’année 2024,.

## Censure en 2025
En juillet 2025, le gouvernement décide de couper internet dans le pays pendant les examens de fin d'année afin de lutter contre la fraude. Les autorités veulent empêcher que les candidats se fasse aider en recevant les corrections des épreuves de l'extérieur.
Les commerçants dénoncent une telle censure d'internet car sans internet, le business des opérateurs économique est à l'arrêt. Ils sont souvent payés par application mobile.

## Note et références
1. ↑  RSF, « Article », sur Reporters Sans Frontière, 24 juin 2019 (consulté le 15 juillet 2025)
2. 1 2  « Mauritanie: crise post-électorale, les coupures de l’internet mobile perturbent plusieurs activités », sur Le 360 Afrique (consulté le 15 juillet 2025)
3. ↑  RFI, « Présidentielle en Mauritanie: en colère, l'opposition appelle à manifester », sur RFI, 24 juin 2019 (consulté le 15 juillet 2025)
4. ↑  « Mauritanie : RSF demande le rétablissement d’internet », 24 juin 2019 (consulté le 15 juillet 2025)
5. ↑  « Internet coupé après de violentes manifestations en Mauritanie », sur VOA, 31 mai 2023 (consulté le 15 juillet 2025)
6. ↑  Jeune Afrique, « En Mauritanie, internet coupé après de violentes manifestations », sur Jeune Afrique, 1er juin 2023 (consulté le 15 juillet 2025)
7. ↑  africanewswire, « Perturbations d’Internet: comment se portent les États d’Afrique de l’Ouest en 2023 », sur rapideeinfo, 12 septembre 2023 (consulté le 16 juillet 2025)
8. 1 2  Agence Ecofin, « Mauritanie : l’Internet mobile coupé au lendemain de l’élection présidentielle », sur Agence Ecofin (consulté le 15 juillet 2025)
9. ↑  « Mauritanie : une coupure d'internet mobile de plus d'une semaine interroge la population », sur France 24, 13 juillet 2024 (consulté le 15 juillet 2025)
10. ↑  ON, « Mauritanie : l'internet mobile rétabli », sur Ouestaf.com, 24 juillet 2024 (consulté le 15 juillet 2025)
11. ↑  « La population mauritanienne vit sans connexion internet depuis le lendemain des élections présidentielles », sur Global Voices en Français, 9 juillet 2024 (consulté le 15 juillet 2025)
12. ↑  Boolumbal Boolumbal, « Mauritanie: coupure d’internet pendant les examens », sur boolumbal.org (consulté le 15 juillet 2025)
13. ↑  « Mauritanie. Coupures d’Internet lors des examens: les autorités déconnectées de la réalité », sur www.cridem.org (consulté le 15 juillet 2025)